# Bill Paxton
William "Bill" Paxton (Fort Worth, Texas, 17 mei 1955 – Los Angeles, 25 februari 2017) was een Amerikaanse acteur en filmregisseur.

## Loopbaan
Paxton was onder meer te zien in de films The Terminator (1984), Weird Science (1985), Aliens (1986), Predator 2 (1990), True Lies (1994), Apollo 13 (1995), Twister (1996) en Titanic (1997).
Hij had de hoofdrol in de televisieserie Big Love (2006–2011), over een fundamentalistische mormoonse familie. Paxton werd hiervoor in 2007, 2008 en 2010 genomineerd voor een Golden Globe als beste acteur in een dramaserie, maar won deze prijs niet. In 1999 was hij al eens voor een Golden Globe genomineerd voor zijn aandeel in de televisiefilm A Bright Shining Lie. Voor zijn rol in de miniserie Hatfields & McCoys werd hij in 2012 genomineerd voor een Emmy Award.

## Privéleven
Bill Paxton was de zoon van acteur John Paxton (1920–2011). Hij was van 1979 tot 1980 getrouwd. In 1985 trouwde hij opnieuw. Uit dat huwelijk heeft hij twee kinderen. Zijn zoon James Paxton is een acteur die onder andere te zien is in de Amerikaanse serie Eyewitness.
In 2017 overleed Paxton op 61-jarige leeftijd nadat er complicaties waren opgetreden bij een hartoperatie.

## Filmografie

### Films
- Crazy Mama (1975) – John
- Night Warning (1981) – Eddie
- Stripes (1981) – Soldier
- Taking Tiger Mountain (1983) – Billy Hampton
- Deadly Lessons (1983) – Eddie Fox
- The Lords of Discipline (1983) – Gilbreath
- Mortuary (1984) – Paul Andrews
- Impulse (1984) – Eddie
- Streets of Fire (1984) – Clyde the Bartender
- The Terminator (1984) – Punk Leader
- An Early Frost (1985) – Bob Maracek
- Commando (1985) – Intercept Officer
- Weird Science (1985) – Chet Donnelly
- Aliens (1986) – Pvt. William Hudson
- Near Dark (1987) – Severen
- Pass the Ammo (1988) – Jesse Wilkes
- Slipstream (1989) – Matt Owens
- Next of Kin (1989) – Gerald Gates
- Back to Back (1989) – Bo Brand
- The Last of the Finest (1990) – Howard 'Hojo' Jones
- Brain Dead (1990) – Jim Reston
- Navy Seals (1990) – Dane
- Predator 2 (1990) – Jerry Lambert
- One False Move (1991) – Dale 'Hurricane' Dixon
- The Dark Backward (1991) – Gus
- The Vagrant (1992) – Graham Krakowski
- Trespass (1992) – Vince
- Monolith (1993) – Tucker
- Indian Summer (1993) – Jack Belston
- Future Shock (1993) – Vince
- Boxing Helena (1993) – Ray O'Malley
- Tombstone (1993) – Morgan Earp
- True Lies (1994) – Simon
- The Last Supper (1995) – Zachary Cody
- Apollo 13 (1995) – Fred Haise
- Frank & Jesse (1996) – Frank James
- Twister (1996) – Bill Harding
- The Evening Star (1996) – Jerry Bruckner
- Titanic (1997) – Brock Lovett
- Traveller (1997) – Bokky
- A Bright Shining Lie (1998) – Col. John Paul Vann
- A Simple Plan (1998) – Hank
- Mighty Joe Young (1998) – Professor Gregory 'Gregg' O'Hara
- U-571 (2000) – Lt. Cmdr. Mike Dahlgren
- Vertical Limit (2000) – Elliot Vaughn
- Frailty (2002) – Dad Meiks
- Spy Kids 2: The Island of Lost Dreams (2002) – Dinky Winks
- Resistance (2003) – Maj. Theodore 'Ted' Brice
- Spy Kids 3-D: Game Over (2003) – Dinky Winks
- Club Dread (2004) – Coconut Pete
- Thunderbirds (2004) – Jeff Tracy
- Haven (2004) – Carl Ridley
- The Good Life (2007) – Robbie
- Haywire (2011) – John Kane
- Shanghai Calling (2012) – Donald
- The Colony (2013) – Mason
- 2 Guns (2013) – Earl
- Edge of Tomorrow (2014) – Master Sergeant Farrell Bartolome
- Million Dollar Arm (2014) – Tim House
- Nightcrawler (2014) – Joe Loder
- The Circle (2017) – Vinnie

### Televisieserie
- Agents of S.H.I.E.L.D. (2014) – John Garrett (zes afleveringen)

### Videospellen
- Call of Duty: Advanced Warfare (Havoc DLC) (2015) – Kahn